# Lijst van premiers van Nieuw-Zeeland
Dit is een lijst met premiers van Nieuw-Zeeland.

## Premiers van Nieuw-Zeeland (1856-1935)
| Nr.  | Premier | Premier                         | Ambtstermijn            | Ambtstermijn              | Partij        |
| ---- | ------- | ------------------------------- | ----------------------- | ------------------------- | ------------- |
| 1    |         | Henry Sewell (1807-1879)        | 7 t/m 20 mei 1856       | 7 t/m 20 mei 1856         | Onafhankelijk |
| 2    |         | William Fox (1x)                | 20 mei 1856             | 2 juni 1856               | Onafhankelijk |
| 3    |         | Edward William Stafford (1x)    | 2 juni 1856             | 12 juli 1861              | Onafhankelijk |
| (2)  |         | William Fox (2x)                | 12 juli 1861            | 6 augustus 1862           | Onafhankelijk |
| 4    |         | Alfred Domett                   | 6 augustus 1862         | 30 oktober 1863           | Onafhankelijk |
| 5    |         | Frederick Whitaker (1x)         | 30 oktober 1863         | 24 november 1864          | Onafhankelijk |
| 6    |         | Frederick Aloysius Weld         | 24 november 1864        | 16 oktober 1865           | Onafhankelijk |
| (3)  |         | Edward William Stafford (2x)    | 16 oktober 1865         | 28 juni 1869              | Onafhankelijk |
| (2)  |         | William Fox (3x)                | 28 juni 1869            | 10 september 1872         | Onafhankelijk |
| (3)  |         | Edward William Stafford (3x)    | 10 september 1872       | 11 oktober 1872           | Onafhankelijk |
| 7    |         | George Marsden Waterhouse       | 11 oktober 1872         | 3 maart 1873              | Onafhankelijk |
| (2)  |         | William Fox (4x)                | 3 maart 1873            | 8 april 1873              | Onafhankelijk |
| 8    |         | Julius Vogel (1x)               | 8 april 1873            | 6 juli 1875               | Onafhankelijk |
| 9    |         | Daniel Pollen                   | 6 juli 1875             | 15 februari 1876          | Onafhankelijk |
| (8)  |         | Julius Vogel (2x)               | 15 februari 1876        | 1 september 1876          | Onafhankelijk |
| 10   |         | Harry Atkinson (1x)             | 1 september 1876        | 13 oktober 1877           | Onafhankelijk |
| 11   |         | George Grey (1812-1898)         | 13 oktober 1877         | 8 oktober 1879            | Onafhankelijk |
| 12   |         | John Hall                       | 8 oktober 1879          | 21 april 1882             | Onafhankelijk |
| (5)  |         | Frederick Whitaker (2x)         | 21 april 1882           | 25 september 1883         | Onafhankelijk |
| (10) |         | Harry Atkinson (2x)             | 25 september 1883       | 16 augustus 1884          | Onafhankelijk |
| 13   |         | Robert Stout (1x)               | 16 t/m 28 augustus 1884 | 16 t/m 28 augustus 1884   | Onafhankelijk |
| (10) |         | Harry Atkinson (3x)             | 28 augustus 1884        | 3 september 1884          | Onafhankelijk |
| (13) |         | Robert Stout (2x)               | 3 september 1884        | 8 oktober 1887            | Onafhankelijk |
| (10) |         | Harry Atkinson (4x)             | 8 oktober 1887          | 24 januari 1891           | Onafhankelijk |
| 14   |         | John Ballance (1839-1893)       | 24 januari 1891         | 27 april 1893 (overleden) | Liberal       |
| 15   |         | Richard Seddon (1845-1906)      | 1 mei 1893              | 10 juni 1906 (overleden)  | Liberal       |
| 16   |         | William Hall-Jones (waarnemend) | 21 juni 1906            | 6 augustus 1906           | Liberal       |
| 17   |         | Joseph Ward (1x)                | 6 augustus 1906         | 12 maart 1912             | Liberal       |
| 18   |         | Thomas Mackenzie                | 28 maart 1912           | 10 juli 1912              | Liberal       |
| 19   |         | William Massey                  | 10 juli 1912            | 10 mei 1925 (overleden)   | Reform        |
| 20   |         | Francis Bell                    | 14 t/m 30 mei 1925      | 14 t/m 30 mei 1925        | Reform        |
| 21   |         | Gordon Coates                   | 30 mei 1925             | 10 december 1928          | Reform        |
| (17) |         | Joseph Ward (2x)                | 10 december 1928        | 28 mei 1930               | United        |
| 22   |         | George Forbes                   | 28 mei 1930             | 6 december 1935           | United        |

## Premiers van Nieuw-Zeeland (1935–heden)
| Nr.    | Premier van Nieuw-Zeeland Prime Minister of New Zealand | Premier van Nieuw-Zeeland Prime Minister of New Zealand | Premier van Nieuw-Zeeland Prime Minister of New Zealand | Ambtstermijn      | Ambtstermijn      | Partij(en) | Kabinet(en) | Verkiezing(en) |
| ------ | ------------------------------------------------------- | ------------------------------------------------------- | ------------------------------------------------------- | ----------------- | ----------------- | ---------- | ----------- | -------------- |
| 23     |                                                         | Michael Joseph Savage                                   | Michael Joseph Savage (1872–1940)                       | 6 december 1935   | 27 maart 1940     | Labour     | Savage I    | 1935           |
| 23     | Savage II                                               | Michael Joseph Savage                                   | Michael Joseph Savage (1872–1940)                       | 6 december 1935   | 27 maart 1940     | Labour     | 1937        |                |
| Vacant |                                                         |                                                         |                                                         |                   |                   |            | 1937        |                |
| 24     |                                                         | Peter Fraser                                            | Peter Fraser (1884–1950)                                | 1 april 1940      | 13 december 1949  | Labour     | 1937        | Fraser I       |
| 24     | Fraser II                                               | Peter Fraser                                            | Peter Fraser (1884–1950)                                | 1 april 1940      | 13 december 1949  | Labour     | 1943        |                |
| 24     | Fraser III                                              | Peter Fraser                                            | Peter Fraser (1884–1950)                                | 1 april 1940      | 13 december 1949  | Labour     | 1946        |                |
| 25     |                                                         | Sidney Holland                                          | Sidney Holland (1893–1961)                              | 13 december 1949  | 20 september 1957 | National   | Holland I   | 1949           |
| 25     | Holland II                                              | Sidney Holland                                          | Sidney Holland (1893–1961)                              | 13 december 1949  | 20 september 1957 | National   | 1951        |                |
| 25     | Holland III                                             | Sidney Holland                                          | Sidney Holland (1893–1961)                              | 13 december 1949  | 20 september 1957 | National   | 1954        |                |
| 26     |                                                         | Keith Holyoake                                          | Keith Holyoake (1904–1968)                              | 20 september 1957 | 12 december 1957  | National   | 1954        | Holyoake I     |
| 27     |                                                         | Walter Nash                                             | Walter Nash (1882–1968)                                 | 12 december 1957  | 12 december 1960  | Labour     | Nash        | 1957           |
| (26)   |                                                         | Keith Holyoake                                          | Keith Holyoake (1904–1968)                              | 12 december 1960  | 7 februari 1972   | National   | Holyoake II | 1960           |
| (26)   | Holyoake III                                            | Keith Holyoake                                          | Keith Holyoake (1904–1968)                              | 12 december 1960  | 7 februari 1972   | National   | 1963        |                |
| (26)   | Holyoake IV                                             | Keith Holyoake                                          | Keith Holyoake (1904–1968)                              | 12 december 1960  | 7 februari 1972   | National   | 1966        |                |
| (26)   | Holyoake V                                              | Keith Holyoake                                          | Keith Holyoake (1904–1968)                              | 12 december 1960  | 7 februari 1972   | National   | 1969        |                |
| 28     |                                                         | Jack Marshall                                           | Jack Marshall (1912–1988)                               | 7 februari 1972   | 8 december 1972   | National   | 1969        | Marshall       |
| 29     |                                                         | Norman Kirk                                             | Norman Kirk (1923–1974)                                 | 8 december 1972   | 31 augustus 1974  | Labour     | Kirk        | 1972           |
| [ 3 ]  |                                                         | Hugh Watt                                               | Hugh Watt (1912–1980)                                   | 31 augustus 1974  | 6 september 1974  | Labour     | Kirk        | 1972           |
| 30     |                                                         | Bill Rowling                                            | Bill Rowling (1927–1995)                                | 6 september 1974  | 12 december 1975  | Labour     | Rowling     | 1972           |
| 31     |                                                         | Robert Muldoon                                          | Robert Muldoon (1921–1992)                              | 12 december 1975  | 26 juli 1984      | National   | Muldoon I   | 1975           |
| 31     | Muldoon II                                              | Robert Muldoon                                          | Robert Muldoon (1921–1992)                              | 12 december 1975  | 26 juli 1984      | National   | 1978        |                |
| 31     | Muldoon III                                             | Robert Muldoon                                          | Robert Muldoon (1921–1992)                              | 12 december 1975  | 26 juli 1984      | National   | 1981        |                |
| 32     |                                                         | David Lange                                             | David Lange (1942–2005)                                 | 26 juli 1984      | 8 augustus 1989   | Labour     | Lange I     | 1984           |
| 32     | Lange II                                                | David Lange                                             | David Lange (1942–2005)                                 | 26 juli 1984      | 8 augustus 1989   | Labour     | 1987        |                |
| 33     |                                                         | Geoffrey Palmer                                         | Geoffrey Palmer (1942)                                  | 8 augustus 1989   | 4 september 1990  | Labour     | 1987        | Palmer         |
| 34     |                                                         | Mike Moore                                              | Mike Moore (1949–2020)                                  | 4 september 1990  | 2 november 1990   | Labour     | 1987        | Moore          |
| 35     |                                                         | Jim Bolger                                              | Jim Bolger (1935)                                       | 2 november 1990   | 8 december 1997   | National   | Bolger I    | 1990           |
| 35     | Bolger II                                               | Jim Bolger                                              | Jim Bolger (1935)                                       | 2 november 1990   | 8 december 1997   | National   | 1993        |                |
| 35     | Bolger III                                              | Jim Bolger                                              | Jim Bolger (1935)                                       | 2 november 1990   | 8 december 1997   | National   | 1996        |                |
| 36     |                                                         | Jenny Shipley                                           | Jenny Shipley (1952)                                    | 8 december 1997   | 5 december 1999   | National   | 1996        | Shipley        |
| 37     |                                                         | Helen Clark                                             | Helen Clark (1950)                                      | 5 december 1999   | 19 november 2008  | Labour     | Clark I     | 1999           |
| 37     | Clark II                                                | Helen Clark                                             | Helen Clark (1950)                                      | 5 december 1999   | 19 november 2008  | Labour     | 2002        |                |
| 37     | Clark III                                               | Helen Clark                                             | Helen Clark (1950)                                      | 5 december 1999   | 19 november 2008  | Labour     | 2005        |                |
| 38     |                                                         | John Key                                                | John Key (1961)                                         | 19 november 2008  | 12 december 2016  | National   | Key I       | 2008           |
| 38     | Key II                                                  | John Key                                                | John Key (1961)                                         | 19 november 2008  | 12 december 2016  | National   | 2011        |                |
| 38     | Key III                                                 | John Key                                                | John Key (1961)                                         | 19 november 2008  | 12 december 2016  | National   | 2014        |                |
| 39     |                                                         | Bill English                                            | Bill English (1961)                                     | 12 december 2016  | 26 oktober 2017   | National   | 2014        | English        |
| 40     |                                                         | Jacinda Ardern                                          | Jacinda Ardern (1980)                                   | 26 oktober 2017   | 25 januari 2023   | Labour     | Ardern I    | 2017           |
| 40     | Ardern II                                               | Jacinda Ardern                                          | Jacinda Ardern (1980)                                   | 26 oktober 2017   | 25 januari 2023   | Labour     | 2020        |                |
| 41     |                                                         | Chris Hipkins                                           | Chris Hipkins (1978)                                    | 25 januari 2023   | 27 november 2023  | Labour     | 2020        | Hipkins        |
| 42     |                                                         | Christopher Luxon                                       | Christopher Luxon (1970)                                | 27 november 2023  | heden             | National   | Luxon       | 2023           |